# تدريب قتال جوي متغاير
تدريب القتال الجوي المتغاير أو المتباين (بالإنجليزية: Dissimilar air combat training)‏ هو نوع من التدريب الذي يتلقاهُ الطيارون الحربيون الأمريكيون (وحالياً دول أخرى)  حيث يعتمد هذا التدريب على مواجهة طائرتين حربيتين من نوعين مختلفين بقدرات تناورية مختلفة.

## تاريخ

### نشأة الفكرة

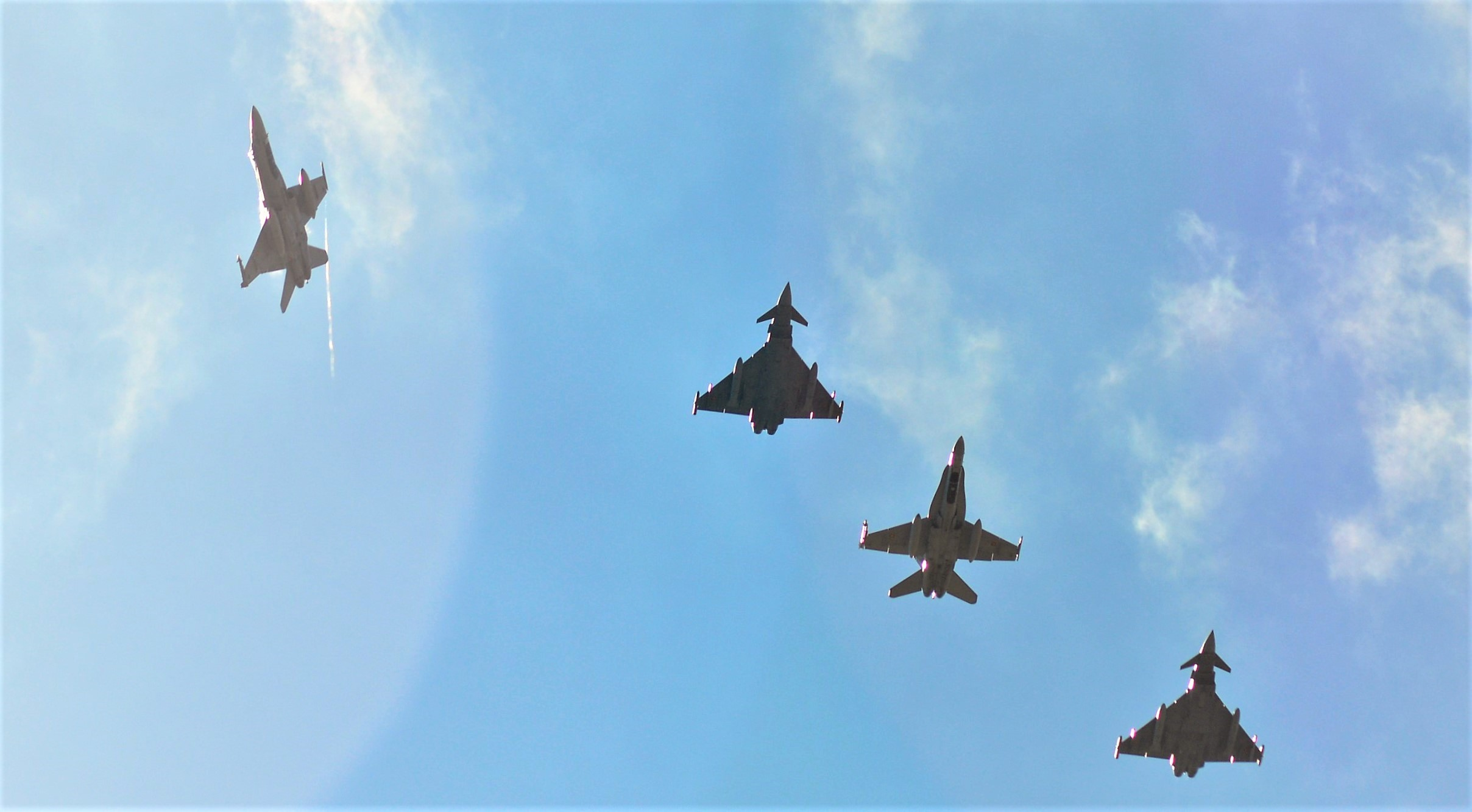
مقاتلات مختلفة الطرز (اثنتين منها من نوع تيفون) تشترك في تدريبات القتال الجوي المتغاير عام 2017

نشأت فكرة هذا التدريب بعد نتائج القتال الجوي المخيب للآمال  التي شهدتها الإدارة الأمريكية خلال حرب فيتنام. تقليديًا، كان الطيارون  يتدربون على قتال جوي ضد طائرات مماثلة. على سبيل المثال، كان من النادر أن يتدرب طيارو طائرات F-8 ضد طائرات إف-4، ولم يتدربوا أبدًا ضد إيه-4 سكاي هوك كجزء من منهج رسمي.
بين عامي 1965 إلى عام 1968، واجه الطيارون الأمريكيون في سماء فيتنام الشمالية الطائرة السوفيتية الأصغر ميكويان جورفيتش ميج 17 والطائرة الأسرع من الصوت ميكويان جوريفيتش ميج 21. كان الطيارون الأمريكيون الذين يقودون طائرات إف-105 ثاندرتشيف يجدون صعوبة في تحقيق التكافؤ، بينما لم يكن لدى الطيارين في الطائرات الأكثر تطورًا مثل طائرات فانتوم وكروازاد  نسبة فور متوازنة كما كانت في الحرب العالمية الثانية. علاوة على ذلك لم يكن جميع الأسراب المقاتلة يمارسون مناورة القتال الجوي (ACM) لعدة أسباب.
الغت القوات الجوية الأمريكية التركيز على تدريب القتال  الجوي المعروف بقتال الكلاب (بالإنجليزية: dogfighting)‏ حيث كان معظم عقيدة القتال الجوي منذ أواخر الخمسينيات تركز على إيصال أسلحة نووية فوق أوروبا أو إطلاق صواريخ خارج مدى الرؤية البصرية (BVR) على قاذفات القنابل. حتى أن المقاتلة الأمريكية الرئيسية المستخدمة ضد طائرات ميج الفيتنامية الشمالية، إف-4 فانتوم، لم يكن لديها مدفع رشاش داخلي. واجه الطيارون الأمريكيون  ضغطًا كبيرًا للتغلب على طائرات ميج التي أصبحت تهديدًا حقيقًا بحلول أواخر عام 1966م.
أحد المخاوف الرئيسية كان قواعد الاشتباك (ROE) التي لم تسمح بإطلاق الصواريخ بسبب ارتفاع معدلات الفشل لصواريخ إيه آي إم-7 سبارو، وعدم فعالية صواريخ سايدويندر قصيرة المدى  في العديد من المواقف. لم تعكس التدريبات مع الفانتوم الأخرى الواقع الحقيقي، حيث كانت طائرات العدو أصغر وأقل إصدارًا للدخان، وأكثر رشاقة. بعد  نجاح مجموعة المتطوعين الأمريكية ‏ (النمور الطائرة)، دعا خبراء التكتيك الجويين لاستغلال الاختلافات في الطائرات لتعظيم مزايا كل نوع من الطائرات وتقليل عيوبه، وبالتالي تحييد القدرة الفائقة على المناورة وسرعة التسلق. وجد الطيارون الأمريكيون أنفسهم ضحايا طائرات المسج الفيتنامية باستخدام تكتيكات «اضرب واهرب» ضدهم.

### البداية
بدأت القوات الجوية الأمريكية بإعادة تدريب القتال الجوي المتغاير في عام 1966 في قيادة الدفاع الجوي. كُلفت أسرابها الاعتراضية من طراز كونفير إف 106 دلتا دارت ‏ بمهمة عالمية لإرسال قوات استكشافية إلى الخارج لإجراء عمليات الدفاع الجوي عند الضرورة. وإدراكًا منهم أنهم سيواجهون مقاتلات الميج، وليس القاذفات السوفيتية، في نقاط ساخنة بعيدة، شرعت القيادة في تعليم نفسها تكتيكات قتالية جوية مختلفة. عملت طائرات كونفير إف-102 دلتا داجر ‏ وإف-104 ستارفايت كطائرات معادية للطائرات إف-106، وأصبحت كفاءة تدريب القتال الجوي المتغاير جزءًا مطلوبًا من تدريب الطيار المعترض.

### تقرير أولت وبرنامج توب غان
في عام 1968، ألقت البحرية نظرة فاحصة على مشاكلها الجوية على شمال فيتنام وكلفت الكابتن فرانك أولت ‏ بتقديم توصيات لتحسين الوضع. أصبح تقريره معروفًا باسم تقرير أولت ‏. نتج عن ذلك إنشاء برنامج توب غان (بالإنجليزية: TOPGUN)‏ ودمج تدريب القتال الجوي المتغاير في المنهج الدراسي. اعتمدت مدرسة سلاح البحرية الأمريكية ‏ المقاتلة طائرة إيه-4 سكاي هوك الأسرع من سرعة الصوت لمحاكاة المقاتلات السوفيتية دون سرعة الصوت، بينما قامت  إف-5 إي تايغر بمحاكاة المقاتلة الأسرع من الصوت من طراز ميغ-21. استخدم كل من سكاي هوك وتايغر في فيلم توب غان عام 1986. بعد استئناف القتال الجوي مرة أخرى في عام 1972 فوق فيتنام الشمالية، كان لدى البحرية العديد من خريجي توب غان الذين كانوا على استعداد لتولي طيارين ميج 17 و19 و21 الذين دُرِّبُوا أيضاً وكانوا مستعدين لاستئناف الأعمال العدائية. ارتفعت نسبة تبادل الربح / الخسارة للبحرية إلى أكثر من 20: 1 قبل أن تعيدها خسارة فانتوم قوات المشاة البحرية إلى 12.5: 1 بحلول عام 1973؛ شهادة غير مشروطة على قيمة برنامج توب غان وتدريب القتال الجوي المتغاير.
في عام 1970، اكتشف سلاح مشاة البحرية والبحرية برنامج تدريب القتال الجوي المتغاير لقيادة الدفاع الجوي، عملية كوليدج دارت، وبدأوا في ممارسة مهام قتالية جو-جو مع أسراب إف-16 في صيف ذلك العام. بدأت القيادة الجوية التكتيكية أخيرًا في المشاركة في أواخر عام 1972 عندما أرسلت مقاتلات  إف-4إي لتعمل كخصوم لطائرات الإف-16 من السرب الخامس معترض المقاتلات. في صيف عام 1973، أصبح سرب الأسلحة المقاتلة رقم 64 جاهزًا للعمل في قاعدة نيليس الجوية ‏ مع طائرات تي-38 كطائرة «الفريق الأحمر».
وحاليًّا اُسْتُبْدِلَت طائرات إيه-4 سكاي هوك  بطائرات تي-45 قوزهوك، وطائرات التدريب بي أيه إي هوك البحرية البريطانية. اُسْتُخْدِمَت طائرات إف-16 لمحاكاة الجيل التالي من المقاتلات السوفيتية مثل ميغ-29. استخدمت إف-14 توم كات المتقاعدة الآن لمحاكاة طائرات إف-14 الإيرانية، بالإضافة إلى سوخوي سو-27 الكبيرة. وبحسب ما ورد استخدم سلاح الجو أيضًا مقاتلات سوفيتية أُسِرَّت أو اُشْتُرِيَت لصالح تدريب القتال الجوي المتغاير في مناسبات مختلفة.